# Pseudotrigonidium caledonica
Pseudotrigonidium caledonica är en insektsart som först beskrevs av Otte, D. 1987.  Pseudotrigonidium caledonica ingår i släktet Pseudotrigonidium och familjen syrsor. Inga underarter finns listade i Catalogue of Life.